# Amores verdaderos
Amores Verdaderos (no Brasil: Amores Verdadeiros) é uma telenovela mexicana produzida por Nicandro Díaz para a Televisa e exibida pelo Canal de las Estrellas entre 3 de setembro de 2012 e 12 de maio de 2013, substituindo Abismo de pasión e foi substituída por La tempestad.
 É uma adaptação da telenovela argentina Amor en custodia, produzida em 2005.
É protagonizada por Erika Buenfil, Eduardo Yáñez, Eiza González e Sebastián Rulli; antagonizada por Marjorie de Sousa, Enrique Rocha, Guillermo Capetillo, Sérgio Acosta, Julio Camejo, Lilia Aragón e Francisco Gattorno. Conta com atuações estelares de Sherlyn, Mónika Sánchez, Susana González, Natalia Esperón, e a primeira atriz Ana Martín.

## Sinopse
Vitória Balvanera (Erika Buenfil) é diretora criativa da Meta Imagem Internacional, a agência de publicidade mais importante do país. É uma mulher muito bem sucedida e aparentemente muito feliz em seu casamento. Está casada com Nelson Brisa (Guillermo Capetillo), gerente de comercialização da Meta Imagem. Nelson constantemente trai Vitória com as modelos de sua própria agência e, ao conhecer a bela Kendra Ferretti (Marjorie de Sousa), a modelo estrela da Meta Imagem, ele rapidamente começa um romance clandestino com ela, sem saber que isso lhe acarretaria em muitos problemas no seu casamento de 25 anos.
Kendra, além de sensual e provocante, também é uma mulher perigosa e ambiciosa. E junto com Salviano (Francisco Gattorno), chefe de segurança da mansão dos Balvanera, planeja sequestrar Vitória e cobrar um resgate milionário. Os planos deles acabam falhando graças a José Ângelo Aguiar (Eduardo Yáñez), um homem do campo que aparece na Fazenda Balvanera para solicitar o emprego de capataz e acaba salvando Vitória das garras dos bandidos graças ao seu conhecimento em artes marciais. 
Vitória, agradecida, e com medo de sofrer novos atentados, decide contratar José Ângelo como seu guarda costas e confia nele a sua vida. Cristina (Monika Sánchez), a esposa de José Ângelo, não gosta nada do novo emprego do marido e sente ciúmes doentios da aproximação dele com sua patroa. E ela não está errada, pois a amizade entre Vitória e José Ângelo acaba se transformando em um grande amor, que os dois escolhem conter para não magoar e trair seus respectivos cônjuges.
Após os atentados que sofreu, Vitória se preocupa também pela segurança de sua filha Nikki (Eiza González), e contrata Francisco Gusmão (Sebastián Rulli) como seu guarda-costas. O problema é que Nikki é uma jovem caprichosa, irritante e mimada que logo de cara rejeita e maltrata Francisco pois acha que isso é apenas uma forma de sua mãe mantê-la vigiada. Mas com a convivência, Francisco descobre que Nikki na verdade é uma jovem solitária e que sofre de depressão, manifestada através da bulimia. Os dois se apaixonam perdidamente, mas o orgulho de ambos faz com que vivam entre tapas e beijos.
Liliana (Sherlyn), a filha de José Ângelo, começa a trabalhar na mansão dos Balvanera como jardineira e também se apaixona por Francisco, o que provoca grandes enfrentamentos com Nikki e as duas constantemente brigam pelo amor e atenção dele.
Enquanto isso, Adriana Balvanera (Natalia Esperón), a irmã mais nova de Vitória, vive um drama há quase 18 anos. Isso porque passou pela dor de perder sua filha Lúcia logo depois de seu nascimento. Mas Adriana descobre que Lúcia está viva e tem certeza absoluta que Aníbal Balvanera (Enrique Rocha), seu próprio pai, foi o responsável pelo desaparecimento da bebê. Isso porque Vicente (Marcelo Córdoba), o pai da criança, era um rapaz pobre e humilde, a quem Aníbal rejeita por não ser digno de se casar com sua filha.
Aníbal é o patriarca dos Balvanera e tem uma imagem impecável diante de todo o meio empresarial. Também é a adoração de sua neta Nikki e cumpre todos os seus caprichos. Vitória e Adriana guardam um grande ressentimento de seu pai, já que na época em que sua mãe era viva, Aníbal colecionava amantes e não se importava com a saúde da esposa. Uma dessas amantes é Paula Trejo (Silvia Manríquez), a mãe de Francisco, que abandonou a ele e a sua irmã Beatriz (Susana González) para ter um romance com Aníbal. Paula passou 20 anos afastada de seus filhos, e apesar de já ter obtido o perdão de Beatriz, Francisco a rejeita e sente um grande rancor por ela. 
Beatriz é casada com Leonardo (Julio Camejo) e tem um filho chamado Guille (Adrián Escalona). A vida dela se torna um inferno graças às agressões físicas e psicológicas que sofre do marido. Beatriz resolve se separar, mas Leonardo não vai deixar o caminho livre. Além de se negar a dar o divórcio, ele também envenena o filho contra a própria mãe. Em meio a toda essa desgraça, Beatriz conhece Salviano e os dois se apaixonam. Salviano era um homem ambicioso e praticava crimes com Kendra contra os seus próprios chefes. Mas graças ao amor de Beatriz, ele se torna um bom homem e está disposto a defendê-la de seu ex-marido violento.
Amores Verdadeiros é uma história cheia de tramas envolventes, segredos, ação e principalmente muito amor.

## Produção
Em fevereiro de 2012, o produtor Nicandro Díaz confirmou que faria uma adaptação da novela argentina Amor en custodia, para estrear no horário nobre no segundo semestre de 2012. Essa é a segunda versão da trama feito no México; a primeira foi feita pela TV Azteca em 2005.
Para interpretar a protagonista Victoria, várias atrizes fizeram casting, entre elas Rebecca Jones, Daniela Castro, Olivia Collins e Victoria Ruffo. Erika Buenfil, umas das últimas a fazer o casting, ficou com a protagonista.
Quanto ao personagem Arriaga, Nicandro queria que ele fosse interpretado por algum ator que já havia trabalhado com ele anteriormente. Ou seja, foi disputado por Fernando Colunga e Eduardo Yáñez, sendo este último o escolhido.
Para a personagem Liliana, fizeram testes Dulce María, Ale García e Sherlyn, sendo esta última a escolhida.
As gravações da trama começaram em 23 de julho de 2012, e duraram até maio de 2013.

## Elenco
| Intérprete              | Nome do personagem no Brasil                                                                        | Nome original do personagem                                                                         |
| ----------------------- | --------------------------------------------------------------------------------------------------- | --------------------------------------------------------------------------------------------------- |
| Erika Buenfil           | Vitória Balvanera Gil de Brisa / Vitória Balvanera Gil                                              | Victoria Balvanera Gil de Brizz / Victoria Balvanera Gil                                            |
| Eduardo Yáñez           | José Ângelo Aguiar Cupil                                                                            | José Ángel Arriaga Cupil                                                                            |
| Eiza González           | Nicole Brisa Balvanera / Nicole Brisa Balvanera de Paiva / Nicole Brisa Balvanera de Gusmão "Nikki" | Nicole Brizz Balvanera / Nicole Brizz Balvanera de Pavia / Nicole Brizz Balvanera de Guzmán "Nikki" |
| Sebastián Rulli         | Francisco "Frank, Gusmãozinho" Gusmão Trejo                                                         | Francisco "Frank, Guzmancito" Guzmán Trejo                                                          |
| Enrique Rocha           | Aníbal Balvanera                                                                                    | Aníbal Balvanera                                                                                    |
| Guillermo Capetillo     | Nélson Brisa Nava                                                                                   | Nelson Brizz Nava                                                                                   |
| Marjorie de Sousa       | Kendra Ferretti / Natália Chaves                                                                    | Kendra Ferretti / Macaria Chávez                                                                    |
| Sherlyn                 | Liliana "Lili" Aguiar Corona / Liliana Aguiar Balvanera / Lúcia Carvalho Balvanera                  | Liliana "Lili" Arriaga Corona / Liliana Arriaga Balvanera / Lucía Celorio Balvanera                 |
| Francisco Gattorno      | Salviano Roca Ortiz                                                                                 | Santino "Salsero" Roca Ortiz                                                                        |
| Mónika Sánchez          | Cristina Corona de Aguiar                                                                           | Cristina Corona de Arriaga                                                                          |
| Susana González         | Beatriz Gusmão Trejo de Solís / Beatriz Gusmão Trejo                                                | Beatriz Guzmán Trejo de Solís / Beatriz Guzmán Trejo "Betty"                                        |
| Natalia Esperón         | Adriana Balvanera Gil                                                                               | Adriana Balvanera Gil                                                                               |
| Raquel Morell           | Tomásia Lagos                                                                                       | Tomasina Lagos                                                                                      |
| Michelle Rodríguez      | Policárpia "Poliana" Lopes                                                                          | Policarpia "Polita" López                                                                           |
| Silvia Manríquez        | Paula Trejo                                                                                         | Paula Trejo                                                                                         |
| Rubén Branco            | Jean Marie Bonjour / João Mário Bom Dia Orol                                                        | Jean Marie Bonjour / Juan Mario Buendía Orol                                                        |
| Eleazar Gómez           | Rolando "Roy" Paiva Orol                                                                            | Rolando "Roy" Pavía Orol                                                                            |
| Diana Golden            | Gilda Leyva                                                                                         | Gilda Leyva                                                                                         |
| Adrián Escalona         | Guilherme "Guille" Solís Gusmão                                                                     | Guillermo "Guillo" Solís Guzmán                                                                     |
| Arsenio Campos          | Felipe Gusmão                                                                                       | Felipe Guzmán                                                                                       |
| Ana Martín              | Candelária Corona Torres / Candelária Corona Torres de Balvanera                                    | Candelária Corona Torres / Candelária Corona Torres de Balvanera                                    |
| Lilia Aragón            | Odette Ruiz de Longória                                                                             | Odette Ruiz Vda. de Longoria                                                                        |
| Julio Camejo            | Leonardo "Léo" Solís                                                                                | Leonardo "Léo" Solís                                                                                |
| Sérgio Acosta           | Roberto "Espanto" Zamacona                                                                          | Lotario "Espanto" Zamacona                                                                          |
| Lisardo                 | Carlos Gonçalves / João Constantin                                                                  | Carlos González / Joan Constantín                                                                   |
| Archie Lanfranco        | Stéfano Longória Ruiz                                                                               | Stéfano Longória Ruiz                                                                               |
| Teo Tapia               | Antônio del Conde                                                                                   | Antônio del Conde                                                                                   |
| Gabriela Goldsmith      | Dóris Orol de Paiva                                                                                 | Dorís Orol de Pavía                                                                                 |
| Facundo Caferatta       | Teobaldo                                                                                            | Arcadio Zambrano                                                                                    |
| Patsy                   | Jocelyn Madrigal                                                                                    | Jocelyn Madrigal                                                                                    |
| Luis Xavier             | Milton Paiva                                                                                        | Milton Pavía                                                                                        |
| Paulina de Labra        | Josefina                                                                                            | Opalina                                                                                             |
| Marcelo Córdoba         | Vicente Carvalho                                                                                    | Vicente Celorio                                                                                     |
| Benjamín Islas          | Comandante Róbson                                                                                   | Comandante Robles                                                                                   |
| Jonnathan Kuri          | Omar                                                                                                | Omar                                                                                                |
| Renata Flores           | Ofélia                                                                                              | Imperia                                                                                             |
| Irina Areu              | Aída                                                                                                | Aída                                                                                                |
| Bárbara Islas           | Camila Covarrubias                                                                                  | Nabila Covarrubias                                                                                  |
| Hugo Macías Macotela    | Fortuna                                                                                             | Fortuno                                                                                             |
| María Prado             | Joana                                                                                               | Jovita                                                                                              |
| Sabine Moussier         | Bruna Cristo                                                                                        | Bruna Cristo                                                                                        |
| Nestor Leoncio          | Padre Jerônimo                                                                                      | Padre Generoso                                                                                      |
| Juan Verduzco           | Dr. Alberto Montanha                                                                                | Dr. Alberto Montaño                                                                                 |
| Jade Fraser             | Fátima                                                                                              | Fátima                                                                                              |
| Marcos Montero          | Pascoal                                                                                             | Pascual                                                                                             |
| Polo Ortín              | Padre Nestor                                                                                        | Padre Nabor                                                                                         |
| Víctor Jiménez          | Jonas / Arquibaldo                                                                                  | Jonás / Archibaldo                                                                                  |
| Toño Infante            | Capitão                                                                                             | Comandante Cueto                                                                                    |
| Pedro Weber "Chatanuga" | Carlito                                                                                             | "Mezcalitos"                                                                                        |
| Héctor Cruz             | Epifânio                                                                                            | Epifanio                                                                                            |
| Miguel Priego           | Detetive Pastrana                                                                                   | Detetive Pastrana                                                                                   |
| Pedro Mérida            | Ingo                                                                                                | Íñigo                                                                                               |
| Ricardo Barona          | "O Turco"                                                                                           | "El Turco"                                                                                          |
| Eduardo Rivera          | "O Talibã"                                                                                          | "El Talibán"                                                                                        |
| Lizzeta Romo            | Donatela                                                                                            | Donatela                                                                                            |
| Vanesa Restrepo         | Âmbar Luke                                                                                          | Ámbar Luke                                                                                          |
| Leonardo Ceppi          | Polo                                                                                                | Goyo                                                                                                |
| Vanessa Mateo           | Carla                                                                                               | Carla                                                                                               |
| Diego de Erice          | Vladimir                                                                                            | Vladimir                                                                                            |
| Monserrat Fligelman     | Jenny                                                                                               | Jenny                                                                                               |
| Laura Zalazar           | Denise                                                                                              | Denisse                                                                                             |
| Carlos Girón            | Romeu                                                                                               | Rommel                                                                                              |
| Marisol González        | Irenka                                                                                              | Irenka                                                                                              |
| Rafael del Villar       | Enrico                                                                                              | Enrico                                                                                              |
| Jackeline Fernández     | Mia Brisa Ferretti                                                                                  | Mía Brizz Ferretti                                                                                  |
| Marco Uriel             | Dr. Israel Galeano                                                                                  | Dr. Israel Galeana                                                                                  |
| Óscar Bonfiglio         | Dr. Ravel                                                                                           | Dr. Ravel                                                                                           |
| Eduardo Cáceres         | Detetive Israel Almeida                                                                             | Detective Asael Avellaneda                                                                          |
| Manuel Martel           | "O Caveira"                                                                                         | "El Huesos"                                                                                         |
| Albert Chávez           | Lautaro                                                                                             | Lautaro                                                                                             |
| Martín Brek             | Barbosa                                                                                             | Barrales                                                                                            |
| Jackie Sauza            | Morgana                                                                                             | Morgana                                                                                             |
| Jorge Pascual Rubio     | Escalona                                                                                            | Escalona                                                                                            |
| Shaula Ponce            | Liliana, menina que ajuda José Ângelo quando ele perde a visão                                      | Liliana, menina que ajuda José Ângelo quando ele perde a visão                                      |
| Tony Vela               | Krusov                                                                                              | Krusov                                                                                              |
| Patricia Conde          | Professora Astudillo                                                                                | Professora Astudillo                                                                                |
| Alfredo Alfonso         | Dr. Blancarte                                                                                       | Lic. Blancarte                                                                                      |
| Leonardo Rocha          | Adriano Carvalho Balvanera                                                                          | Adrián Celorio Balvanera                                                                            |
| Hanny Sáenz             | Funcionária da Meta Imagem                                                                          | Funcionária da Meta Imagem                                                                          |
| Juan Antonio Edwards    | Gerente da pizzaria                                                                                 | Gerente da pizzaria                                                                                 |
| Jorge de Marín          | Psicólogo de Nikki                                                                                  | Psicólogo de Nikki                                                                                  |
| Elsa Cárdenas           | Juíza do casamento de Jean Marie e Stéfano                                                          | Juíza do casamento de Jean Marie e Stéfano                                                          |
| Juan José Origel        | Anfritião do concurso "A Voz do seu Bairro"                                                         | Anfritião do concurso "A Voz do seu Bairro"                                                         |
| Karen Rowe              | Empregada de Odette                                                                                 | Empregada de Odette                                                                                 |
| Elizabeth Aguilar       | Companheira de cela de Beatriz                                                                      | Companheira de cela de Beatriz                                                                      |
| Rosita Bouchot          | Companheira de cela de Beatriz                                                                      | Companheira de cela de Beatriz                                                                      |
| Gabriela del Valle      | Médica da Cruz Vermelha                                                                             | Médica da Cruz Vermelha                                                                             |
| Julio Vega              | Homem na palestra de Carlos                                                                         | Homem na palestra de Carlos                                                                         |
| Enrique Burak           | Locutor da partida de tênis                                                                         | Locutor da partida de tênis                                                                         |
| Salvador Ibarra         | Pediatra de Guille                                                                                  | Pediatra de Guille                                                                                  |
| Ricardo Vera            | Oftalmologista de José Ângelo                                                                       | Oftalmologista de José Ângelo                                                                       |
| Harding Junior          | Camareiro do hotel de Nova York                                                                     | Camareiro do hotel de Nova York                                                                     |
| Tony Bravo              | Capanga de Krusov                                                                                   | Capanga de Krusov                                                                                   |
| Kelchie Arizmendi       | Anfitriã                                                                                            | Anfitriã                                                                                            |
| Carlos Lauricella       | Juiz que quase casa Liliana e Francisco                                                             | Juiz que quase casa Liliana e Francisco                                                             |
| Alejandro Peniche       | Segurança do show do Moderatto                                                                      | Segurança do show do Moderatto                                                                      |
| Miguel Serros           | Segurança da distribuição de autógrafos de Malú                                                     | Segurança da distribuição de autógrafos de Malú                                                     |
| Mariana Rivera          | Dona da feira de frutas                                                                             | Dona da feira de frutas                                                                             |
| Norma Iturbe            | Cliente da pizzaria                                                                                 | Cliente da pizzaria                                                                                 |
| Eduardo Carabajal       | Homem na Meta Imagem                                                                                | Homem na Meta Imagem                                                                                |
| Emilio Chabre           | Filho de Nikki e Francisco                                                                          | Filho de Nikki e Francisco                                                                          |
| Nicolás Buenfil         | Pajem de Nikki                                                                                      | Pajem de Nikki                                                                                      |
| Angélica Vale           | Ela mesma                                                                                           | Ela mesma                                                                                           |
| Malú                    | Ela mesma                                                                                           | Ela mesma                                                                                           |
| Moderatto               | Eles mesmos                                                                                         | Eles mesmos                                                                                         |
| Ana Bárbara             | Ela mesma                                                                                           | Ela mesma                                                                                           |
| Diane Pérez             | Ela mesma                                                                                           | Ela mesma                                                                                           |
| Lolita Ayala            | Ela mesma                                                                                           | Ela mesma                                                                                           |
| Andrés Torres Romo      | Guilherme "Guille" Solís Gusmão (jovem)                                                             | Guillermo "Guillo" Solís Guzmán (joven)                                                             |
| Andrés Torres Romo      | Francisco Gusmão Trejo (14 anos)                                                                    | Francisco Guzmán Trejo (14 años)                                                                    |
| Germán Gutiérrez        | Felipe Gusmão (jovem)                                                                               | Felipe Guzmán (joven)                                                                               |

## Audiência
No México
Estreou com uma média de 26.7 pontos. Ao longo dos meses, conseguiu manter esse número. Sua menor audiência é 14.3 pontos, alcançada em 31 de dezembro de 2012, véspera de ano novo. Já sua maior audiência é de 32.5, alcançada em 19 de março de 2013. Seu último capítulo, com duração de três horas, teve média de 27.8 pontos. Teve média geral aproximada de 27.2 pontos, se tornando a maior audiência do horário desde Mañana es para siempre.
No Brasil
Estreou com 7.3 pontos, sendo a maior estreia do horário das 18h desde a reestreia de Carrossel em 2018. O segundo capítulo registrou 6.8 pontos. Bateu seu primeiro recorde no terceiro capítulo quando cravou 7.5 pontos. No quinto capítulo, a novela bate seu segundo recorde com 7.7 pontos, agora com empate na vice-liderança. Em 10 de março, bate seu terceiro recorde com 8 pontos, alcançando a vice-liderança. Em 6 de julho, bate seu quarto recorde com 8.1 pontos. Em 19 de julho, bate seu quinto recorde com 8.6 pontos. Em 16 de setembro, bate seu sexto recorde com 8.7 pontos.
Em 19 de fevereiro, registra sua primeira menor média com 6.7 pontos. Em 23 de fevereiro, atinge 6.3 pontos. Em 4 de junho, atingiu 5.7 pontos, sendo essa a sua menor audiência desde a estreia.
O último capítulo registrou 8.4 pontos e assumiu a vice-liderança em grande parte de sua exibição. Teve média geral de 7.3 pontos, se tornando a maior média da faixa das 18 horas desde a reprise de A Dona.

## Exibição

### No México
Foi reprisada pelo seu canal original de 29 de julho a 6 de dezembro de 2019, em 95 capítulos, substituindo La gata e sendo substituída por  La que no podía amar, às 14h30 e, posteriormente, 15h30.
Foi reprisada pelo canal TLNovelas de 19 de abril a 27 de agosto de 2021, substituindo El color de la pasión e sendo substituída por A que no me dejas.

### No Brasil
TLN Network
Foi exibida pelo do canal pago TLN Network de 8 de julho de 2019 a 20 de março de 2020, substituindo Um Refúgio para o Amor e sendo substituída por A Força do Destino, com edição original e áudio dublado em português.
SBT
Foi exibida pelo SBT de 8 de fevereiro a 29 de setembro de 2021, em 167 capítulos, substituindo Quando me Apaixono e sendo substituída por Te Dou a Vida na faixa das 18h30, com uma nova dublagem. Também se tornou a primeira trama mexicana a ter seus capítulos disponibilizados na plataforma SBT Vídeos, após a exibição na TV. Seu último capítulo foi exibido excepcionalmente no dia 29 de setembro de 2021, no horário das 19 horas, em razão da transmissão de um jogo da Liga dos Campeões da UEFA ter ocorrido no dia 28.

## Trilha Sonora
1. No me Compares - Alejandro Sanz
2. Me Puedes Pedir lo que sea - Marconi & Eiza González
3. Ahora Tú - Malú
4. Loco Por Ti - Lisardo Guarinos
5. Hastío - Lisardo Guarinos
6. De Punta a Punta - Grupo Caneo
7. Te Fuiste de Aquí - Reik
8. Gracias - Moderatto
9. De Punta a Punta - Álvaro Torres
10. Tú De Que Vas - Ana Bárbara (autor: Franco de Vita)

## Versões
- A emissora Telefe realizou a primeira versão da história, intitulada Amor en custodia, telenovela de 2005 protagonizada por Osvaldo Laport, Soledad Silveyra, Sebastián Estevanez e Claudia Fontán.
- A TV Azteca, concorrente da Televisa, realizou a segunda versão com o mesmo nome em 2005, protagonizada por Margarita Gralia, Sergio Basañez, Paola Nuñez e Andrés Palacios.
- Em 2009, Teleset e RCN Televisión em união com Telefe Internacional realizaram a versão colombiana também chamada Amor en custodia, a qual foi protagonizada por Alejandra Borrero, Ernesto Calzadilla, Iván López  e Ana Wills.

## Prêmios e Indicações

### Premio Tvynovelas 2014
| Categoria                    | Indicados                         | Resultados |
| ---------------------------- | --------------------------------- | ---------- |
| Melhor Telenovela            | Nicandro Díaz González            | Venceu     |
| Melhor Atriz Protagonista    | Erika Buenfil                     | Venceu     |
| Melhor Ator Protagonista     | Sebastián Rulli                   | Indicado   |
| Melhor Vilã                  | Marjorie de Sousa                 | Venceu     |
| Melhor Primeira Atriz        | Ana Martín                        | Venceu     |
| Melhor Atriz Coestelar       | Natalia Esperón                   | Indicado   |
| Melhor Atriz de Reparto      | Susana González                   | Venceu     |
| Melhor Atriz Juvenil         | Sherlyn González                  | Venceu     |
| Melhor Ator Juvenil          | Eleazar Gómez                     | Indicado   |
| Melhor Tema Musical          | No Me Compares por Alejandro Sanz | Venceu     |
| Melhor História ou Adaptação | Kary Fajer e Ximena Suárez        | Venceu     |
| Melhor Direção de Cena       | Salvador Garcini                  | Indicado   |
| Telenovela Multiplataforma   | Nicandro Díaz González            | Venceu     |

### Prêmio Peoples en Español 2013
| Categoria               | Indicados                       | Resultados |
| ----------------------- | ------------------------------- | ---------- |
| Melhor Telenovela       | Nicandro Díaz González          | Indicado   |
| Melhor Atriz            | Erika Buenfil e Eiza González   | Indicado   |
| Melhor Ator             | Eduardo Yáñez e Sebastián Rulli | Indicado   |
| Melhor Vilã             | Marjorie de Sousa               | Indicado   |
| Melhor Atriz Secundária | Sherlyn González                | Indicado   |